# 16-й стрелковый корпус
16-й стрелковый корпус — общевойсковое соединение стрелковых войск РККА Вооружённых Сил Союза ССР, до и во время Великой Отечественной войны.
Стрелковый корпус имел полное действительное наименование с:
- января 1924 года — 16-й стрелковый корпус имени Брянского пролетариата;
- ноября 1924 года — 16-й Белорусский территориальный стрелковый корпус имени Брянского пролетариата;
- 1929 года — 16-й стрелковый корпус;
- 1945 года[2] — 16-й Калишский стрелковый корпус.

## История
После окончания Гражданской войны и интервенции в связи с реформированием Вооружённых сил Союза ССР, с 1922 года, было принято решение о внесении изменений в организационные структуры, в том числе и стрелковых войск (СтВ) Красной Армии. Так самостоятельное соединение отдельная стрелковая бригада была упразднена. Высшим постоянным войсковым соединением в СтВ РККА определён стрелковый корпус в составе управления и двух — трёх стрелковых дивизий. В дивизиях количество стрелковых полков сокращено с девяти до трёх единиц. Новая организация СтВ РККА, при сокращении ВС Союза в тот период, позволила сохранить максимальное количество дивизий. В дальнейшем организационно-штатная структура ск совершенствовалась.

### 1-е формирование
В действующей армии во время Великой Отечественной войны с 22 июня по 4 августа 1941 года.
16-й корпус был сформирован на основании приказов войскам Приволжского военного округа (ПриВО) № 2023/439, от 3 октября, и № 2208/470, от 11 ноября 1922 года.
Начальником корпуса был назначен И. Ф. Блажевич, начальником штаба — П. М. Шарангович. Начальником штаба была проделана огромная работа по сформированию штаба корпуса. Кроме того, необходимо было организовать подготовку соединений и частей корпуса, состоящим из территориальных соединений и частей. Проводил большую работу по подготовке командного состава корпуса. Приходилось разрабатывать задания: на военные игры, полевые поездки и манёвры. За проделанную работу П. М. Шарангович имел благодарности по Корпусу.
В января 1924 года 16 ск стал именным, стал носить имя Брянского пролетариата.

«В мирное время П. М. Шарангович занимал разные штабные и командные должности включительно до командира 16 стрелкового корпуса (в Могилеве, Б.В.О.)»— генерал-лейтенант запаса Александр Иванович Тодорский в своём отзыве на Шаранговича П. М. от 26 декабря 1955 года.
16-й стрелковый корпус в ноябре 1924 года переименован в 16-й Белорусский территориальный стрелковый корпус имени Брянского пролетариата.
В сентябре 1936 года 16 ск был задействован в проведении войсковых учений в Белорусском военном округе, на которых присутствовали военные делегации иностранных вооружённых сил, главной целью учений являлась отработка встречного сражения, прорыва сильно укреплённых оборонительных линий противника и контрманёвры.
Штаб-квартира управления 16 ск, город (период):
- Саратов (ноябрь 1922 — сентябрь 1923);
- Орша (октябрь 1923);
- Брянск (октябрь 1923 — сентябрь 1924);
- Могилёв (октябрь 1924 — июнь 1941).

#### Вторая мировая война
Корпус принимал участие в освободительном походе РККА в Западную Белоруссию 17 — 28 сентября 1939 года.
В октябре 1939 года корпус был введён введён в Литву в качестве ограниченного контингента войск РККА в тогда ещё независимом государстве на основании Пакта о взаимопомощи между СССР и Литовской Республикой с Конфиденциальным протоколом к нему от 10 октября этого года. .
На 22 июня 1941 года управление корпуса дислоцировалось в населённом пункте Козлова Руда западнее Каунаса. Для соединений и частей корпуса предназначалась полоса обороны по государственной границе с Восточной Пруссией от Немана на правом фланге, где севернее реки должна была находиться 48-я стрелковая дивизия 8-й армии до приблизительно района Вилкавишкиса, где соседом была 126-я стрелковая дивизия. С севера на юг оборону занимала 5-я, 33-я и 188-я стрелковые дивизии. Соединения, входившие в состав корпуса развернуться на границе не успели: оборону заняли с севера на юг два батальона и один полк 5-й стрелковой дивизии, 4 батальона 33-й стрелковой дивизии и 4 батальона 188-й стрелковой дивизии. Корпусные артиллерийские полки находились северо-западнее Каунаса; там же были и оставшиеся части 5-й стрелковой дивизии.
Приграничное сражение в Литве и Латвии (1941)
Главный удар войсками нацистской Германии в полосе корпуса был нанесён силами 2-го армейского корпуса по частям левофланговой 188-й стрелковой дивизии с расчётом прорвать оборону дивизии, отрезать части корпуса от смежных частей армии с юга и выйти к Каунасу с юга. Одновременно противник наступал и в полосе других соединений корпуса. 5-я стрелковая дивизия пятью батальонами отражала в течение полудня 22 июня 1941 года натиск вражеских войск, пресекла силами зенитного дивизиона попытку её окружения, затем приступила к сравнительно организованному отходу, прикрываясь арьергардами за Неман через который переправилась на подручных средствах и вплавь в 8—10 километрах юго-восточнее Каунаса. 33-я стрелковая дивизия сдерживала вражеские войска в течение 17 часов и также приступила к сравнительно организованному отходу, что подтверждается и немецкими источниками. Эти соединения не находились в полосе главного удара, который пришёлся по частям 188-й стрелковой дивизии. Эта дивизия с 4:30 отражала удар намного превосходящих вражеских сил под сильными авиационными налётами и понесла большие потери, отступала через Каунас.
В конце дня 22 июня и 23 июня 1941 года части корпуса вели тяжёлые арьергардные бои на левом берегу и на переправах через реку Неман, вынуждены были отойти и к исходу дня занимали фронт Панотеряй, станция Лидвигава по реке Вилия. В этот день вражеские войска взяли Каунас.
24 июня 1941 года на заседании Военного совета фронта под нажимом представителя УПП РККА армейского комиссара 2-го ранга В. Н. Борисова было принято решение о переходе частей корпуса в наступление с целью вернуть Каунас. 5-я стрелковая дивизия наступала на Каунас с востока, 33-я стрелковая дивизия вдоль шоссе Ионава — Каунас, за частями 23-й стрелковой дивизии вошедшей в состав корпуса. Части корпуса встретились с перешедшими в наступление вражескими войсками, смяли их авангарды и вышли на окраины Каунаса, но были отброшены подошедшими резервами, а к вечеру 25 июня 1941 года, 56-й моторизованный корпус, быстро прорвав оборону прикрывавшей 188-й дивизии, вышел в тыл 23-й и 33-й стрелковым дивизиям и окружил их. Силами 46-го танкового полка окружение было прорвано на рубеже реки Вилия и остатки корпуса начали дальнейший отход в направлении Полоцка. Поскольку связи с управлением армии не было, то даже на 4 июля 1941 года у командования фронтом не было сведений о том, где находится корпус. 
4–5 июля части 16-го корпуса переправились на северный берег Западной Двины в районе Дриссы; после того как с ними удалось установить связь, они получили приказ на передвижение в сторону Идрицы. Части и соединения корпуса двигались двумя колоннами: 5-я, 33-я, 23-я стрелковые дивизии и корпусные части (1); 188-я и 126-я стрелковые дивизии (2).
В 20.00 8 июля получено личное приказание командующего 11-й армии командиру 16-го корпуса принять командование всеми дивизиями и армейскими частями. Одновременно прибыло управление 29-го стрелкового корпуса с приказом Военного Совета фронта о переподчинении 188-й, 23-й и 126-й стрелковых дивизий командиру 29-го корпуса, который в свою очередь продолжал оставаться в подчинении командира 16-го корпуса. 
10 июля на основании шифртелеграммы командующего Северо-Западным фронтом штаб 16-го корпуса, который расположился в районе Кудеверь к северо-востоку от Опочки, передал свои дивизии (5-ю, 33-ю и 23-ю) в состав 65-го стрелкового корпуса. В распоряжении штаба 16-го корпуса оставлены корпусные артполки (270-й и 448-й), 19-й озад, 12-й саперный батальон и 57-й батальон связи. 12 июля он получил приказ на железнодорожную перевозку (последние 3 орудия с 4-мя тракторами начарт корпуса передал начарту 27-й армии) и отбыл в район Новгорода.
17 июля штаб 16-го стрелкового корпуса принял 70-ю и 237-ю стрелковые дивизии в составе 11-й армии Северо-Западного фронта. 
С 4 августа 1941 года управление корпуса в боях не участвовало. 14 августа 1941 года управление корпуса расформировано и направлено на сформирование управления 48-й армии.

#### В составе и боевой состав
| Дата                    | Фронт (округ)                                | Армия                                     | Состав (стрелковые войска)                                                | Другие формирования, в том числе приданные | Примечания |
| ----------------------- | -------------------------------------------- | ----------------------------------------- | ------------------------------------------------------------------------- | --- | --- |
| ??.11.1922 — ??.09.1923 | Приволжский военный округ                    | —                                         | ?-я стрелковая дивизия                                                    | ? | — |
| ??.10.1923 — ??.06.1941 | ЗВО (Белорусский особый военный округ, ЗОВО) | —                                         | 2-я стрелковая дивизия 4-я стрелковая дивизия                             | 5-я механизированная бригада | В 1936 году на учениях 16 ск в составе (упр-я, 2-й, 5-й и 81-й стрелковых дивизий). В 1939 году был сформирован Белорусский фронт в него также вошёл 16 ск (упр-е, 2-я стрелковая дивизия, 100-я стрелковая дивизия и другие формирования). |
| 22.06.1941              | Северо-Западный фронт                        | 11-я армия                                | 5-я стрелковая дивизия 33-я стрелковая дивизия 188-я стрелковая дивизия   | 270-й корпусной артиллерийский полк 448-й корпусной артиллерийский полк 19-й отдельный зенитный артиллерийский дивизион 57-й отдельный батальон связи 12-й отдельный сапёрный батальон | — |
| 01.07.1941              | Северо-Западный фронт                        | 11-я армия                                | 5-я стрелковая дивизия 33-я стрелковая дивизия 188-я стрелковая дивизия   | 19-й отдельный зенитный артиллерийский дивизион 57-й отдельный батальон связи 12-й отдельный сапёрный батальон                                                                         | — |
| 10.07.1941              | Северо-Западный фронт                        | 11-я армия                                | 70-я стрелковая дивизия 237-я стрелковая дивизия                          | - | — |
| 01.08.1941              | Северо-Западный фронт                        | Новгородская армейская оперативная группа | 70-я стрелковая дивизия 128-я стрелковая дивизия 237-я стрелковая дивизия | - | — |

#### Командование
- 09.1922 — 12.1926 — Блажевич, Иосиф Францевич, краском
- январь — июль 1929 — Окулич, Александр Константинович, краском (врид)
- 1930—1931 — Лацис, Ян Янович, краском
- 15.03.1931 — 5.02.1932 — Софронов, Георгий Павлович, краском
- 01.02.1934 — 01.1935 — Бобров, Борис Иосифович, краском
- 1935 — 30 мая 1937 — Мелик-Шахназаров, Андрей Павлович, комдив
- 26.07.1937 — 23.03.1938 — Кузнецов, Василий Иванович, комбриг
- февраль 1939 — январь 1941 — Коробков, Александр Андреевич, комдив, с 4.06.1940 генерал-майор
- 17.01.1941 — 14.08.1941 — Иванов, Михаил Михайлович, генерал-майор

### 2-е формирование
Полное действительное наименование, по окончании Великой Отечественной войны, — 16-й Калишский стрелковый корпус. Почётное наименование «Калишский» присвоено формированию за мужество и героизм личного состава проявленные при освобождении города Калиш от нацистских захватчиков.
16-й корпус СтВ РККА повторно был сформирован 20 ноября 1942 года в составе Закавказского фронта.

#### Боевые действия
16 ск находился в действующей армии в периоды:
- с 21 ноября 1942 года по 9 октября 1944 года;
- с 19 октября 1944 года по 9 мая 1945 года.

Соединение принимало участие в:
- Туапсинская оборонительная операция (1942)
- Новороссийско-Майкопская наступательная операция (1943)
- Краснодарская наступательная операция (1943)
- Таманская фронтовая наступательная операция (1943)
- Керченско-Эльтигенская десантная операция (1943)

К 20 ноября 1943 года находился на Керченском плацдарме.
- Крымская наступательная операция (1944)

В составе Приморской армии освобождал Керченский полуостров, Феодосию, Карасубазар, Алушту и Ялту. К 16 апреля части корпуса вышли ко внешним подступам Севастополя. 7 мая 1944 части корпуса участвовали в штурме города.
- Варшавско-Познанская наступательная операция (1945)
- Зееловско-Берлинская наступательная операция (1945)

В апреле 1945 года 16-й стрелкового корпус во взаимодействии с другими частями 33-й армии 1-го Белорусского фронта при поддержке 63-й гаубичной артиллерийской бригадой вела напряжённые бои по ликвидации франкфуртско-губенской группировки немецко-фашистских войск юго-восточнее Берлина.
- Бранденбургско-Ратеновская фронтовая наступательная операция (1945)

#### В составе и боевой состав
| Дата       | Фронт                                               | Армия            | Состав (стрелковые войска) | Другие формирования, в том числе приданные                                                                                       | Примечания |
| ---------- | --------------------------------------------------- | ---------------- | --- | --- | ---------- |
| 01.12.1942 | Закавказский фронт                                  | -                | 31-я стрелковая дивизия 51-я стрелковая бригада 67-й отдельный горнострелковый полк                                                         | 431-й отдельный батальон связи 2350-я военно-почтовая станция 1279-я полевая касса Госбанка                                      | -          |
| 01.01.1943 | Закавказский фронт (Черноморская группа войск)      | 18-я армия       | 10-я стрелковая бригада 107-я стрелковая бригада 119-я стрелковая бригада                                                                   | 431-й отдельный батальон связи 2350-я военно-почтовая станция                                                                    | -          |
| 01.02.1943 | Закавказский фронт                                  | -                | 51-я стрелковая бригада 107-я стрелковая бригада 165-я стрелковая бригада                                                                   | 431-й отдельный батальон связи 2350-я военно-почтовая станция                                                                    | -          |
| 01.03.1943 | Северо-Кавказский фронт (Черноморская группа войск) | 18-я армия       | 51-я стрелковая бригада 107-я стрелковая бригада 165-я стрелковая бригада                                                                   | 431-й отдельный батальон связи 2350-я военно-почтовая станция                                                                    | -          |
| 01.04.1943 | Северо-Кавказский фронт                             | 18-я армия       | 51-я стрелковая бригада 107-я стрелковая бригада 897-й стрелковый полк                                                                      | 431-й отдельный батальон связи 2350-я военно-почтовая станция                                                                    | -          |
| 01.05.1943 | Северо-Кавказский фронт                             | 18-я армия       | 51-я стрелковая бригада 107-я стрелковая бригада 165-я стрелковая бригада                                                                   | 431-й отдельный батальон связи 2350-я военно-почтовая станция                                                                    | -          |
| 01.06.1943 | Северо-Кавказский фронт                             | 18-я армия       | 8-я гвардейская стрелковая бригада 51-я стрелковая бригада 107-я стрелковая бригада                                                         | 431-й отдельный батальон связи 2350-я военно-почтовая станция                                                                    | -          |
| 01.07.1943 | Северо-Кавказский фронт                             | -                | 61-я стрелковая дивизия 317-я стрелковая дивизия 383-я стрелковая дивизия                                                                   | 431-й отдельный батальон связи 2350-я военно-почтовая станция                                                                    | -          |
| 01.08.1943 | Северо-Кавказский фронт                             | 56-я армия       | 20-я горнострелковая дивизия 61-я стрелковая дивизия 317-я стрелковая дивизия 383-я стрелковая дивизия                                      | 431-й отдельный батальон связи 2350-я военно-почтовая станция                                                                    | -          |
| 01.09.1943 | Северо-Кавказский фронт                             | 56-я армия       | 339-я стрелковая дивизия 383-я стрелковая дивизия                                                                                           | 431-й отдельный батальон связи 2350-я военно-почтовая станция                                                                    | -          |
| 01.10.1943 | Северо-Кавказский фронт                             | 56-я армия       | 339-я стрелковая дивизия 383-я стрелковая дивизия                                                                                           | 431-й отдельный батальон связи 2350-я военно-почтовая станция                                                                    | -          |
| 01.11.1943 | Северо-Кавказский фронт                             | 56-я армия       | 227-я стрелковая дивизия 339-я стрелковая дивизия 383-я стрелковая дивизия                                                                  | 431-й отдельный батальон связи 2350-я военно-почтовая станция                                                                    | -          |
| 01.12.1943 | -                                                   | Приморская армия | 227-я стрелковая дивизия 339-я стрелковая дивизия 383-я стрелковая дивизия                                                                  | 898-й отдельный сапёрный батальон 431-й отдельный батальон связи 2350-я военно-почтовая станция                                  | -          |
| 01.01.1944 | -                                                   | Приморская армия | 89-я стрелковая дивизия 227-я стрелковая дивизия 339-я стрелковая дивизия 383-я стрелковая дивизия                                          | 898-й отдельный сапёрный батальон 431-й отдельный батальон связи 2350-я военно-почтовая станция                                  | -          |
| 01.02.1944 | -                                                   | Приморская армия | 89-я стрелковая дивизия 227-я стрелковая дивизия 339-я стрелковая дивизия 255-я бригада морской пехоты                                      | 898-й отдельный сапёрный батальон 431-й отдельный батальон связи 2350-я военно-почтовая станция                                  | -          |
| 01.03.1944 | -                                                   | Приморская армия | 339-я стрелковая дивизия 383-я стрелковая дивизия 255-я бригада морской пехоты                                                              | 898-й отдельный сапёрный батальон 431-й отдельный батальон связи 2350-я военно-почтовая станция                                  | -          |
| 01.04.1944 | -                                                   | Приморская армия | 339-я стрелковая дивизия 383-я стрелковая дивизия 255-я бригада морской пехоты                                                              | 898-й отдельный сапёрный батальон 431-й отдельный батальон связи 2350-я военно-почтовая станция                                  | -          |
| 01.05.1944 | -                                                   | Приморская армия | 227-я стрелковая дивизия 339-я стрелковая дивизия 383-я стрелковая дивизия 89-я морская стрелковая бригада 255-я морская стрелковая бригада | 898-й отдельный сапёрный батальон 431-й отдельный батальон связи 2350-я военно-почтовая станция                                  | -          |
| 01.06.1944 | -                                                   | Приморская армия | 227-я стрелковая дивизия 339-я стрелковая дивизия 383-я стрелковая дивизия                                                                  | 898-й отдельный сапёрный батальон 431-й отдельный батальон связи 2350-я военно-почтовая станция 463-я полевая авторемонтная база | -          |
| 01.07.1944 | -                                                   | Приморская армия | 227-я стрелковая дивизия 339-я стрелковая дивизия 383-я стрелковая дивизия                                                                  | 898-й отдельный сапёрный батальон 431-й отдельный батальон связи 2350-я военно-почтовая станция 463-я полевая авторемонтная база | -          |
| 01.08.1944 | -                                                   | Приморская армия | 227-я стрелковая дивизия 339-я стрелковая дивизия 383-я стрелковая дивизия                                                                  | 898-й отдельный сапёрный батальон 431-й отдельный батальон связи 2350-я военно-почтовая станция 463-я полевая авторемонтная база | -          |
| 01.09.1944 | -                                                   | Приморская армия | 89-я стрелковая дивизия 339-я стрелковая дивизия 383-я стрелковая дивизия                                                                   | 898-й отдельный сапёрный батальон 431-й отдельный батальон связи 2350-я военно-почтовая станция 463-я полевая авторемонтная база | -          |
| 01.10.1944 | Резерв Ставки ВГК                                   | 33-я армия       | 89-я стрелковая дивизия 339-я стрелковая дивизия 383-я стрелковая дивизия                                                                   | 898-й отдельный сапёрный батальон 431-й отдельный батальон связи 2350-я военно-почтовая станция 463-я полевая авторемонтная база | -          |
| 01.11.1944 | 1-й Белорусский фронт                               | 33-я армия       | 89-я стрелковая дивизия 339-я стрелковая дивизия 383-я стрелковая дивизия                                                                   | 898-й отдельный сапёрный батальон 431-й отдельный батальон связи 2350-я военно-почтовая станция 463-я полевая авторемонтная база | -          |
| 01.12.1944 | 1-й Белорусский фронт                               | 33-я армия       | 89-я стрелковая дивизия 339-я стрелковая дивизия 383-я стрелковая дивизия                                                                   | 898-й отдельный сапёрный батальон 431-й отдельный батальон связи 2350-я военно-почтовая станция 463-я полевая авторемонтная база | -          |
| 01.01.1945 | 1-й Белорусский фронт                               | 33-я армия       | 89-я стрелковая дивизия 339-я стрелковая дивизия 383-я стрелковая дивизия                                                                   | 898-й отдельный сапёрный батальон 431-й отдельный батальон связи 2350-я военно-почтовая станция 463-я полевая авторемонтная база | -          |
| 01.02.1945 | 1-й Белорусский фронт                               | 33-я армия       | 89-я стрелковая дивизия 339-я стрелковая дивизия 383-я стрелковая дивизия                                                                   | 898-й отдельный сапёрный батальон 431-й отдельный батальон связи 2350-я военно-почтовая станция 463-я полевая авторемонтная база | -          |
| 01.03.1945 | 1-й Белорусский фронт                               | 33-я армия       | 339-я стрелковая дивизия 383-я стрелковая дивизия                                                                                           | 898-й отдельный сапёрный батальон 431-й отдельный батальон связи 2350-я военно-почтовая станция 463-я полевая авторемонтная база | -          |
| 01.04.1945 | 1-й Белорусский фронт                               | 33-я армия       | 323-я стрелковая дивизия 339-я стрелковая дивизия 383-я стрелковая дивизия                                                                  | 898-й отдельный сапёрный батальон 431-й отдельный батальон связи 2350-я военно-почтовая станция 463-я полевая авторемонтная база | -          |
| 01.05.1945 | 1-й Белорусский фронт                               | 33-я армия       | 323-я стрелковая дивизия 339-я стрелковая дивизия 383-я стрелковая дивизия                                                                  | 898-й отдельный сапёрный батальон 431-й отдельный батальон связи 2350-я военно-почтовая станция 463-я полевая авторемонтная база | -          |

#### Командование

##### Командиры
- Гайдуков, Вениамин Андреевич, генерал-майор, (с 04.12.1942 по 19.12.1942)
- Лавринович, Павел Иосифович, полковник, (с 22.12.1942 по 3.1.1943)
- Гречкин, Алексей Александрович, генерал-майор, (с 3.1.1943 по 05.02.1943)
- Перекрестов, Григорий Никифорович, полковник, с 23.03.1943 генерал-майор, (с 12.02.1943 по 01.06.1943)
- Провалов, Константин Иванович, генерал-майор, (с 30.06.1943 по 22.01.1944)
- Чудаков, Николай Васильевич, полковник (с 23.01.1944 по 24.02.1944)
- Провалов, Константин Иванович, генерал-майор, (с 25.02.1944 по 27.05.1944)
- Добровольский, Ерофей Владимирович генерал-майор, с 20.04.1945 генерал-лейтенант, (с 28.05.1944 по 09.05.1945)

##### Начальники штаба
- Закуренков, Николай Кузьмич, полковник (с ??.07.1943 по ??.01.1944)
- Буковский, Сергей Иванович, полковник (с ??.10.1944 по ??.05.1945)

#### В управлении корпуса служили
- Белов, Александр Романович — С ноября 1939 года по август 1941 года исполнял должность заместителя начальника штаба — начальника оперативного отдела штаба корпуса.
- Парамонов, Александр Иванович — С февраля по июль 1940 года служил начальником 2-го отделения штаба корпуса.
- Рубан, Пётр Константинович — С января по октябрь 1940 года служил помощником начальника оперативного отдела штаба корпуса.
- Ющенко, Семён Иванович — С февраля по август 1940 года служил помощником начальника разведывательного отдела штаба корпуса.